# Karol Wojtyła Barátság Központ
Koordináták: é. sz. 46° 54′ 10″, k. h. 19° 41′ 36″46.902906°N 19.693206°E

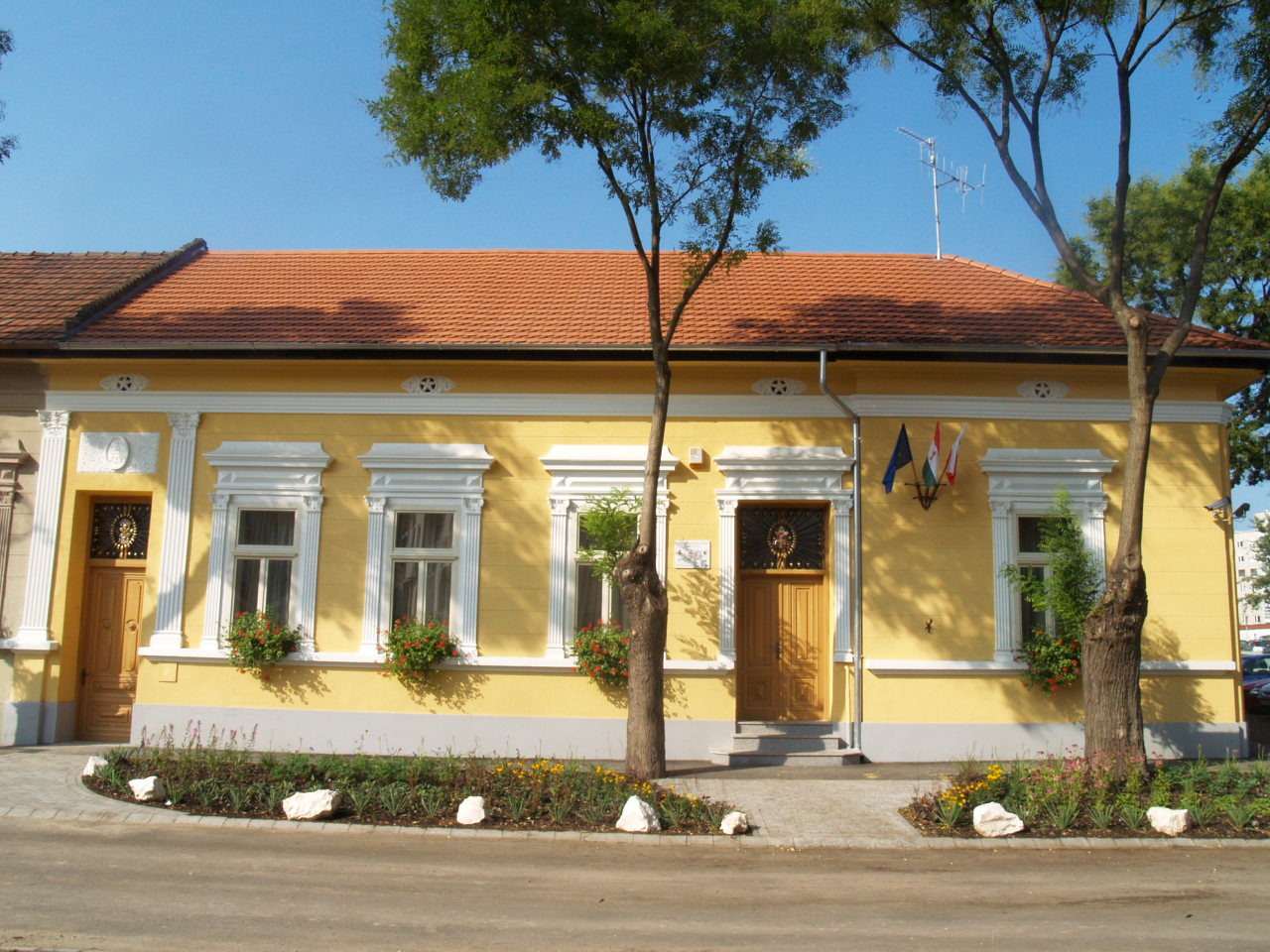
Wojtyla Ház

A Karol Wojtyla Barátság Központ Kecskeméten működik. A közművelődést és a karitászt szolgálja, tisztelegve a névadó, Karol Wojtyła (II. János Pál pápa néven a katolikus egyház feje 1978-tól haláláig) lengyel származású pápa és morálteológus személyisége, élete és öröksége iránt.
A 2006-ban alapított létesítmény kizárólag adományokból él. Alapítói között van főpap, országgyűlési képviselő, polgármester, szerkesztő, népművelő. Az intézmény fenntartóinak fő célja a cselekvő, testvéri szeretet megélése, rászorulók felkutatása, segítése (Mt 25,-34-46). Naponta osztanak meleg ételt, ruhaneműt és egyéb adományokat. Rendszeresen tartanak kulturális, közművelődési rendezvényeket, segítő/támogató programokat a ház gondozottjai számára. Orvosi, pszichológiai, lelki szolgálatokkal támaszt kínálnak a talpra állás, a társadalomba való be- és visszailleszkedés folyamatában.

## A ház szellemisége
A Wojtyla Barátság Központ egy – önkormányzati tulajdonú – régi, felújításra szoruló polgárházban 2006. június 26-án fogadta először a rászorultakat. Az intézmény a Szent Miklós Templom közössége, a Ferences Imakör és a Szent Anna Porta Kht. kezdeményezésére alakult meg. Figyelmük elsősorban  a csendes szegények felé irányul. Azon szenvedők, a nélkülöző sorsukat némán, beletörődve viselő szegények felé akik rejtegetik hiányaikat, személyüket, sorsukat – ugyanakkor drámai napokat élnek át, mert vagy a gyógyszerről vagy az ételről kell lemondaniuk hajlott koruk válságos periódusában. Senki másra nem számíthatnak.  Hétköznapokon több mint százötven adag meleg ételt osztanak szét a rászorulók között. A gondozottak közösségi programokon tapasztalhatják meg az összetartozás érzését. Sikerélményhez jutnak szűkebb és tágabb  környezetük gondozása során.  Maguk is segítővé válnak például „senki halottjai” –  a magányosan, hozzátartozók nélkül elhunytak – utolsó útjának kísérőiként.
Részlet az alapítólevélből:
Jól látható korunkban, hogy egyre több az önhibáján kívül a társadalom perifériájára szorult – árva, szegény, magányos, nélkülöző – ember, akit szervezett segítség nélkül nem tudnak teljes emberi életet élni. II. János Pál pápa személyisége és munkássága példa- és iránymutató a róla elnevezett házban, illetve az itt szolgáló munkatársi kollektívában.

## A ház története
A helyi műemléki védettség alatt álló házat 2006-ban tizenöt évre ingyenes használatba kapta a szervezet az önkormányzattól. Az épület erősen elhasználódott állapotban volt, széles körű összefogással újult meg 2009 májusára. A munkálatok adományokból, felajánlásokból készültek el aktivisták közreműködésével. A költség megközelítette a 60 millió forintot. A támogatók között számos vállalkozás és magánszemély mellett ott volt a Krakkótól 49 kilométerre fekvő Wadowice, Karol Wojtyla szülővárosa is. Az épületet a metropolita egyházmegyés főpásztor szentelte fel.
A szociális intézmény fővédnökei: dr. Bábel Balázs, a Kalocsa-Kecskeméti Főegyházmegye érseke; dr. Pintér Gábor Honduras pápai nunciusa; Pintér Csaba vállalkozó, a Pintér Művek Kft. ügyvezető-tulajdonosa; Gulyás János, a Bács-Zöldért Zrt. kereskedelmi igazgatója, társtulajdonosa; Sinkó András, a Poliext Csövek Kft. kereskedelmi igazgatója.
A Seniorátus tagjai: Pintér Csaba elnök; dr. Bábel Balázs; Ewa Filipiak, a lengyel országgyűlés (Szejm) tagja, Wadowice korábbi polgármestere; Frankó János vállalkozó; Molnár Ferenc vállalkozó, a Molnár Fatelep tulajdonosa; Polyák József vállalkozó; dr. Szeberényi Gyula Tamás Kecskemét alpolgármestere; dr. Zombor Gábor országgyűlési képviselő, Kecskemét korábbi polgármestere.

## Tevékenysége
Wadowice és Kecskemét között a barátság központot működtető civil csoport kezdeményezte a kapcsolatfelvételt 2006-ban, amit 2007-ben a wadowiceiek viszontlátogatása követett. Ewa Filipiak és Zombor Gábor polgármesterek 2007. szeptember 14-én partnervárosi szerződést írtak alá.
A Wojtyla Ház feladata a magyarországi lengyel kultusz megteremtése. Filmvetítések, kiállítások, ankétok, konferenciák alkalmával a lengyel társadalom, tudomány és kultúra eredményeit mutatja be.
A Karol Wojtyla Barátság Központ aktivistákat, adakozókat mozgósít a szegények segítéséért.  Az adventi szolidaritási rendezvénysorozatot Kecskemét főterén, Karol Wojtyla Terített Asztala címmel rendezi ferences hagyományok jegyében. Egy-egy adventben a megvendégeltek száma megközelíti a 10 000-et, a támogatóké az 500-at.

## Külső hivatkozások
- A Karol Wojtyła Barátság Központ honlapja